# Castels-et-Bézenac
Castels-et-Bézenac – gmina we Francji, w regionie Nowa Akwitania, w departamencie Dordogne. W 2013 roku liczba ludności wynosiła 784 mieszkańców. 
Gmina została utworzona 1 stycznia 2017 roku z połączenia dwóch ówczesnych gmin: Bézenac oraz Castels. Siedzibą gminy została miejscowość Castels.